# New Horizon (Isaac Hayes)
New Horizon è l'undicesimo album del musicista soul statunitense Isaac Hayes, pubblicato nel 1977 da Polydor Records.
| Recensione | Giudizio |
| ---------- | -------- |
| AllMusic   | [ 1 ]    |

## Tracce
1. Stranger in Paradise – 10:08 (George Forrest, Robert Craig Wright)
2. Moonlight Lovin' (Ménage a trois) – 10:02
3. Don't Take Your Love Away – 7:33 (Hayes, Lee Hatim)
4. Out of the Ghetto – 5:45
5. It's Heaven to Me – 4:19

## Classifiche settimanali
| Classifica (1977) | Posizione massima |
| ----------------- | ----------------- |
| Stati Uniti       | 78                |
| US R&B Albums     | 26                |